# Letlands Folkeråd
Letlands Folkeråd (lettisk: Tautas padome) var et midlertidigt råd, som erklærede Republikken Letlands uafhængighed i 1918, og derefter agerede som midlertidigt parlament indtil den konstituerende forsamling valgtes.
Letlands Folkeråd dannedes den 17. november 1918 som resultat af en sammenlutning af to lettiske organisationers råd – det midlertidige lettiske nationalråd (lettisk: Latvijas Pagaidu Nacionala padome eller LPNP) og den demokratiske blok (lettisk: Demokratiskais bloks). Oprindeligt havde folkerådet 40 medlemmer, der repræsenterede alle de større lettiske organisationer, undtaget dog den yderste højrefløj og den yderste venstrefløj (kommunisterne). Folkerådet udvidedes senere til 245 medlemmer.
Den 18. november 1918 erklærede Letlands Folkeråd Republikken Letlands uafhængighed. Det havde  Jānis Čakste som formand og  Kārlis Ulmanis som premierminister. Folkerådet agerede som et midlertidigt parlament indtil den 1. maj 1920, hvor den konstituerende forsamling valgtes.